# Palasea albimacula
Palasea albimacula is een vlinder uit de familie spinneruilen (Erebidae), onderfamilie donsvlinders (Lymantriinae). De wetenschappelijke naam van deze soort is voor het eerst geldig gepubliceerd in 1863 door Hans Daniel Johann Wallengren.
De soort komt voor in tropisch Afrika. Johan August Wahlberg had ze verzameld in zuidelijk Afrika.